# Hemorrhage (In My Hands)
"Hemorrhage (In My Hands)" is een nummer van de band Fuel van hun album Something Like Human. Het is als single uitgebracht in 2000 en stond toen voor 12 weken op nummer 1 in de Amerikaanse Modern Rock Tracks-hitlijst. Op de Billboard Hot 100 bereikte het nummer de 30e plaats. Het nummer is tot op heden de succesvolste single van Fuel.